# Ramón Balcells Rodón
Ramón Balcells Rodón, (nacido el 17 de noviembre de 1919 en Valls, Cataluña y fallecido el 31 de marzo de 1999 en Barcelona) fue un regatista español.
Fue campeón de España de la clase Snipe en 1945 a bordo del "Sopla II" con Jorge Balcells, y campeón del mundo IOR (International Offshore Rule) en la clase 1/4 ton a bordo del "Manzanita", navegando con Ib Andersen, Machaco de Llano y Rodney Pattisson, en 1977.

## Participaciones en Juegos Olímpicos
- Helsinki 1952, puesto 10 en la clase Finn.
- Múnich 1972, puesto 9 en la clase Soling con Juan Llort Corbella y su hijo Ramón Balcells Comas.

El caso de Ramón Balcells Rodón y su hijo Ramón Balcells Comas es el único caso español en que padre e hijo han competido a la vez en unos mismos juegos olímpicos.